# Indice azionario

Confronto fra tre principali indici azionari statunitensi: NASDAQ Composite, Dow Jones Industrial Average e S&P 500.

Un indice azionario (in inglese: stock market index), detto anche indice di borsa o indice borsistico, è la sintesi del valore del paniere di titoli azionari che rappresenta. I movimenti dell'indice sono una buona approssimazione del variare nel tempo della valorizzazione dei titoli compresi nel portafoglio. Esistono differenti metodologie di calcolo degli indici, a seconda della ponderazione che viene attribuita alle azioni del paniere.

## Descrizione
Si distingue tra:
- Indici equally weighted: questi sono caratterizzati dall'uguaglianza dei fattori di ponderazione per tutti i titoli che compongono l'indice. Non importa la capitalizzazione delle società incluse, perché tutti i titoli dell'indice hanno il medesimo peso;
- Indici price weighted: in questo caso il peso associato ad ogni titolo varia in funzione del suo prezzo (se il prezzo di un titolo aumenta più degli altri, automaticamente aumenta anche il suo peso all'interno dell'indice). Essi sono molto semplici da calcolare in quanto sono dati dalla semplice somma dei prezzi dei titoli che compongono l'indice. Tali indici, tuttavia, hanno lo svantaggio di non rispecchiare correttamente l'andamento dell'intero portafoglio: infatti vengono rappresentati maggiormente i titoli più “costosi”, a prescindere dal numero di azioni presenti e dalle dimensioni della società;
- Indici value weighted: Questi risolvono i problemi dei precedenti in quanto il peso di ciascun titolo risulta proporzionale alla sua capitalizzazione di borsa. Al contrario delle altre metodologie di calcolo, in questo caso gli indici vengono aggiustati e rettificati a seguito di operazioni societarie quali frazionamenti, raggruppamenti, pagamento di dividendi straordinari, scissioni, assegnazioni gratuite o nuove emissioni a pagamento;
- Indici di sostenibilità: Questi indici, nati nella finanza anglosassone (Sustainability Index), sono ormai molto diffusi e pesano ciascun titolo secondo principi alternativi ai criteri economici e dimensionali ed introducono valutazioni di CSR (Corporate Social Responsibility/responsabilità sociale d'impresa) o più puramente socio-ambientali. Molto spesso sono indici elaborati dalle stesse case che elaborano gli indici maggiori, come il Dow Jones Sustainability World Index o lo STOXX ESG, o di case indipendenti come lo Standard Ethics Italian Index.

La maggior parte dei principali indici mondiali sono pertanto calcolati con la metodologia value weighted. Tra questi ricordiamo gli americani S&P 500 e gli indici Nyse Composite, l'italiano FTSE MIB (in vigore dal 1º giugno 2009 per Borsa Italiana in seguito alla sua acquisizione da parte di LSE annunciata il 23 giugno 2007 ed avvenuta nell'ottobre dello stesso anno, sostituendo il precedente S&P Mib), il FTSE 100 (UK), il CAC 40 (Francia), il DAX 30 (Germania) ed il Topix (Giappone). Tra i pochi indici price weighted rimasti, i due più importanti sono il Dow Jones (USA), l'indice di borsa più antico della storia, il Nikkei 225 (Giappone), e il Shanghai Stock Exchange Composite Index (SHCOMP).
Gli indici azionari possono essere classificati anche in base al settore industriale cui fanno riferimento i titoli presenti nel portafoglio (ad esempio gli indici Stoxx settoriali, o, tra gli Indici di sostenibilità, lo Standard Ethics Italian Banks Index) o alla zona geografica cui appartengono (ad es. indici MSCI o tra gli Indici di sostenibilità, il Vigeo Europe 120).
La quasi totalità degli indici è calcolata sulla base del puro prezzo di mercato (price indexes). Questo sistema, tuttavia, distorce in parte la realtà, in quanto non viene considerata per intero la remunerazione che le società danno ai propri azionisti, ma solo quella concessa come apprezzamento in conto capitale (capital gain). I dividendi, infatti, non vengono tenuti in conto ed il giorno dello stacco i titoli subiscono nominalmente un deprezzamento che in teoria dovrebbe essere pari al dividendo pagato. Ed un indice basato solo sui prezzi di borsa registra comunque un calo, tanto maggiore quanto più generoso è il dividendo. In tal modo appare come negativo un accadimento che invece è accolto con favore dagli investitori. Per fare un esempio, il 22 maggio 2006 ben 24 società dell'S&P/Mib hanno staccato dividendo e l'effetto ha pesato per l'1,547% sul listino, amplificando nominalmente i cali di quel giorno. Per ovviare a questa deficienza si stanno diffondendo i cosiddetti indici total return calcolati tenendo conto anche dello stacco e del reinvestimento di dividendi ed altri cash flow provenienti dal possesso di tali titoli.